# 53 до н. е.

## Події
- 9 травня — битва при Каррах, одна з найбільших поразок в історії Стародавнього Риму.

## Померли
- Індутіомар — вождь галльського племені треверів з 54 до 53 рік до н. е., очільник повстання під час Галльської війни.
- Марк Ліциній Красс — римський полководець і політичний діяч.